# Ramphastos ambiguus
Ramphastos ambiguus е вид птица от семейство Туканови (Ramphastidae). Видът е световно застрашен, със статут Уязвим.

## Разпространение
Видът е разпространен във Венецуела, Еквадор, Колумбия, Коста Рика, Никарагуа, Панама, Перу и Хондурас.